# Sukces
A Sukces Czesław Niemen második nagylemeze, melyet a Muza adott ki 1968-ban. Kísérőzenekar az Akwarele együttes. Katalógusszámai: X-0390, XL-0390.

## Az album dalai

### A oldal
1. Płonąca stodoła 2:29
2. Gdzie mak się czerwieni 2:38
3. Włóczęga 2:28
4. Narodziny miłości 2:36
5. Allilah 2:44
6. Najdłuższa noc 3:03

### B oldal
1. Sukces 3:12
2. Jeżeli 2:20
3. Spiżowy krzyk 2:15
4. Tyle jest dróg 3:31
5. Niepotrzebni 2:47
6. Klęcząc przed tobą 3:49

## Közreműködők
- Czesław Niemen – ének, orgona
- Zbigniew Sztyc – tenorszaxofon
- Tomasz Buttowtt – dob
- Tomasz Jaśkiewicz – gitár
- Ryszard Podgórski – trombita
- Marian Zimiński – zongora, orgona
- Tadeusz Gogosz – basszusgitár